# Polizeiruf 110: Kurschatten
Kurschatten ist ein deutscher Kriminalfilm von Marco Serafini aus dem Jahr 2001. Es ist die 231. Folge innerhalb der Filmreihe Polizeiruf 110. Hauptkommissar Herbert Schmücke ermittelt in seinem 17. Fall undercover in einer Kurklinik, während Hauptkommissar Schneider als Kontaktmann fungiert.
Es handelt sich dabei um die Jubiläumsfolge zum 30. Geburtstag der Reihe mit zahlreichen ehemaligen und zeitgenössischen Polizeiruf-Darstellern.

## Handlung
Kurpatienten werden mit Videos ihrer Schäferstündchen erpresst. Schmücke und Schneider sind sich sicher, dass der Erpresser im Kurklinikum zu finden sein muss. Obwohl Erpressung eigentlich nicht ihr Ressort ist, will Schmücke auf diese Weise gleichzeitig seinen lang ersehnten Kuraufenthalt nutzen. Edith Reger erklärt er zu seiner Tarnung zu seiner Ehefrau und Kollege Schneider erscheint anfangs unauffällig als Pharmavertreter und kann so mit Schmücke in Kontakt bleiben.
Schon bald kommt Schmücke mit der attraktiven Lehrerin Dorle Mikisch in Kontakt und will sie heimlich als Lockvogel einsetzen. Zum Kreis ihrer Kurbekanntschaften gehören der Bankier Taube, der Schokoladenfabrikant Suchon, der Pferdeliebhaber Theodor Illgen, Bauunternehmer Achim Zoch und dessen „Kurschatten“ Patricia Kniestedt.
Schon in der ersten Nacht beobachtet er, wie Patricia Kniestedt einen Briefumschlag in einem Versteck ablegt. Als Schmücke nachsehen will, wird er von Zoch niedergeschlagen, der auf den Erpresser lauerte. In der Erklärung danach hat Schmücke gleich einen Verbündeten, denn Zoch verspricht ihm, ihn über den Stand der Erpressung zu informieren, wenn der Kommissar im Gegenzug über seinen Seitensprung Stillschweigen bewahrt.
Während Schmücke seinen Nachforschungen nachgeht, geschieht in der Kurklinik ein Mord an einer der Schwestern. So lässt Schneider seine Tarnung fallen und outet sich als Kommissar der Mordkommission. Alles deutet darauf hin, dass Tanja Schiefel die Erpresserin war und sich eines ihrer Opfer nun gerächt hat. Kommissar Schneider hält Achim Zoch für den Mörder, da diverse Indizien gegen ihn sprechen. Während Schneider sich der Aufklärung des Mordes widmet, konzentriert sich Schmücke weiter auf die Überführung des Erpressers, denn er ist davon überzeugt, dass Tanja Schiefel einen Komplizen hatte. So wie es aussieht, handelt es sich dabei um den Masseur Valentin Kleefisch. Als die Kommissare ihn festnehmen wollen, ergreift er die Flucht und vertraut sich dem Bankier Taube an, um an das Geld auf dem Konto von Tanja Schiefel zu gelangen.
Auf der Suche nach Kleefisch kann lediglich dessen Auto ausfindig gemacht werden. Auf dem Überwachungsvideo des Parkplatzes entdecken die Ermittler Bankier Taube, wie er den Wagen abstellt. Bei der Recherche über ihn finden sie heraus, dass er bereits vor zwei Jahren entlassen wurde, da er Unterschlagungen begangen hatte, die er versprochen hat zurückzuzahlen, um nicht angezeigt zu werden. Darüber hinaus pflegt er einen Lebensstil, der seine finanziellen Möglichkeiten bei Weitem übersteigt. So schlussfolgern die Kommissare, dass er sich deshalb regelmäßig als Kurpatient in Kliniken und weiter als Bankier ausgibt, um ahnungslose Geldanleger um ihr Erspartes zu bringen. In dem Zusammenhang dürfte er an die beiden Erpresser gelangt sein, die er nun möglicherweise beide aus dem Weg geräumt hat.
Um Taube zu überführen, stellt Schmücke ihm eine Falle. Er gibt vor ein größeres Kapital an Schwarzgeld anlegen und vor seiner Frau verstecken zu wollen. Taube spricht auf den Köder an und verabredet sich mit Schmücke in seinem Jagdhaus. Zuvor dringen die Kommissare dort ein und tauschen sicherheitshalber die Munition der Gewehre gegen Platzpatronen aus. Während Schmücke zusammen mit Taube zu dessen Jagdhaus fährt, bleiben Schneider und die Kriminaltechnikerin Rosamunde Weigand in sicherem Abstand hinter ihnen. Zu allem Unglück fahren sie sich fest, als Schneider leicht vom Waldweg abkommt. Schmücke ist nun mit Taube allein und muss feststellen, dass dieser ihn nicht mit einem seiner Gewehre, sondern mit einem Revolver bedroht. Somit ist er dem Mörder ausgeliefert. In seiner Not verwickelt er Taube geschickt in ein Gespräch, bei dem dieser die Morde zugibt. Glücklicherweise treffen Schneider und Weigand rechtzeitig ein und können Taube überwältigen.

## Hintergrund
Die Episode Kurschatten wurde von der Saxonia Media Filmproduktion im Auftrag des MDR produziert und am 24. Juni 2001 im Ersten zur Hauptsendezeit erstmals ausgestrahlt. Die Dreharbeiten erfolgte zum großen Teil in dem Kurort Bad Kösen sowie in Naumburg (Saale).
Im Rahmen der Aneinanderreihung ehemaliger und noch aktueller Polizeiruf-Kommissare Stand 2001 sind außer Schmücke und Schneider zu sehen:
- Til Schweiger: Martin Markwardt, Kommissar 1995, als Fernsehausschnitt am Filmanfang
- Peter Borgelt: Peter Fuchs, Oberleutnant/Hauptmann von 1971 bis 1991, als Foto am Filmende
- Jürgen Frohriep: Jürgen Hübner, Oberleutnant von 1972 bis 1994, als Foto am Filmende
- Kurt Böwe: Kurt Groth, Oberkommissar von 1994 bis 2000, als Foto am Filmende
- Sigrid Göhler: Vera Arndt, Leutnant, von 1971 bis 1983, als Restaurantbesitzerin Frau Raven
- Jürgen Zartmann: Manfred Bergmann, Oberleutnant von 1981 bis 1991, als Bankdirektor
- Andreas Schmidt-Schaller: Thomas Grawe, Leutnant/Oberleutnant von 1984 bis 1995, als Bauunternehmer Achim Zoch
- Günter Naumann: Günter Beck, Hauptkommissar von 1988 bis 1997, als Kurdirektor Dr. Honig
- Anne Kasprik: Ikser, Leutnant von 1989, als Lehrerin und Kurgast Dorle Mikisch
- Heidemarie Fabian: Zivilfahnderin 1991, als Frau Taube
- Arianne Borbach: Kriminalkommissarin Kleinert von 1993, als Patricia Kniestedt
- Dirk Schoedon: Jens Hoffmann, Kommissar von 1993 bis 1995, als Masseur
- Manfred Möck: Lindemann, Kriminalkommissar 1997, als Kurgast Zimmermann
- Oliver Stokowski: Robert Grosche, Kommissar von 1998 bis 2002, als scheinblinder Masseur Valentin Kleefisch
- Dieter Montag: Rene Schlosser, Kommissar von 1998 bis 2003, als Schokoladenfabrikant
- Dennenesch Zoudé: Carol Reeding, Kommissarin von 2001 bis 2003, als Kriminalassistentin
- Oliver Stritzel: Karl-Heinz Küppers, Kommissar von 1995 bis 2004, als Ferdinand Taube
- Uwe Steimle: Jens Hinrichs, Hauptkommissar von 1994 bis 2009, als Pferdewettspezialist Theodor Illgen
- Kathrin Angerer: Rolle der Kriminaltechnikerin Tamara in Filmen mit Horst Krause von 1999 bis 2003, als Kurschwester Tanja Schiefel

## Kritik
Die Kritiker der Fernsehzeitschrift TV Spielfilm zeigen den Daumen nach oben und meinen: „In dieser Jubiläumsfolge zum 30-Jährigen treten 19 Kommissare der ‚Polizeiruf 110‘-Reihe als Ermittler oder Verdächtige auf!“ Urteil: „Drolliges Stelldichein der ‚Polizeiruf‘-Cops“ mit einer „feinen Prise Ironie“.